# Валттері Морен
Валттері Морен (фін. Valtteri Moren, нар. 15 червня 1991, Вантаа, Фінляндія) — фінський футболіст, центральний захисник клубу ГІК та національної збірної Фінляндії.

## Клубна кар'єра

### ГІК
Валттері Морен є вихованцем столичного футболу. Займатися футболом він починав у молодіжній команді клубу ГІК. На дорослому рівні футболіст виступав за фарм - клуб ГІКа «Клубі 04». А з 2010 року Морена почалу залучати до матчів першої команди.

### Беверен
Влітку 2015 року Морен підписав трирічний контракт з бельгійським клубом «Васланд-Беверен». І в серпні дебютував у новій команді у чемпіонаті Бельгії.

### Повернення в ГІК
Влітку 2020 року Морен повернувся до Фінляндії, де підписав контракт зі своїм колишнім клубом ГІК до кінця 2022 року. Після цього ще тричі у складі команди вигравав чемпіонат країни, а також національний Кубок.

## Збірна
Свою першу гру у складі національної збірної Фінляндії Валттері Морен провів у жовтні 2013 року, коли вийшов на заміну у товариському матчі проти команди Мексики. Викликався на матчі відбору до Євро - 2016 але на поле так і не вийшов.

## Титули
ГІК
 Чемпіон Фінляндії (8): 2010, 2011, 2012, 2013, 2014, 2020, 2021, 2022
 Переможець Кубка Фінляндії (3): 2011, 2014, 2020
 Переможець Кубка Ліги (2): 2015, 2023